# Marruecos en los Juegos Olímpicos de Sídney 2000
Marruecos estuvo representado en los Juegos Olímpicos de Sídney 2000 por un total de 55 deportistas, 46 hombres y 9 mujeres, que compitieron en 9 deportes.
El portador de la bandera en la ceremonia de apertura fue el yudoca Adil Belgaid.

## Medallistas
El equipo olímpico marroquí obtuvo las siguientes medallas:
| Nombre             | Deporte   | Competición         |
| ------------------ | --------- | ------------------- |
| Oro                |           |                     |
| —                  |           |                     |
| Plata              |           |                     |
| Hicham El Guerrouj | Atletismo | 1500 m M            |
| Bronce             |           |                     |
| Nezha Biduan       | Atletismo | 400 m vallas F      |
| Ali Ezin           | Atletismo | 3000 m obstáculos M |
| Brahim Lahlafi     | Atletismo | 5000 m M            |
| Tahar Tamsamani    | Boxeo     | 57 kg M             |